# La Coccinelle (série de films)
Pour les articles homonymes, voir Coccinelle (homonymie) et Herbie.
 Pour plus de détails, voir Fiche technique et Distribution
La Coccinelle (Herbie) est une série de 5 films, un téléfilm et une série télévisée produits par Walt Disney Pictures avec comme héroïne une coccinelle, surnom français de l'automobile construite par Volkswagen.
L'artiste d'effets spéciaux Danny Lee, qui a travaillé sur les quatre films et conçu les modifications du véhicule, précise que c'est un modèle de 1964 et que 26 exemplaires ont été utilisés sur le film La Coccinelle à Mexico (1980), la plupart trouvés dans l'agglomération de Los Angeles.

## Nom de la coccinelle
Bien que la coccinelle portât le nom masculin « Herbie » en version originale, elle reçut dans la majorité des doublages français le prénom féminin « Choupette » , en adéquation avec le genre du mot français coccinelle.  Ceci posa problème pour le deuxième film, dans lequel « Herbie » tombe amoureux d'une autre voiture nommée « Gisèle », ce qui poussa les traducteurs à renommer le personnage « Roméo », tandis que Gisèle devenait « Juliette ». Dans La Coccinelle à Mexico, la voiture se fait appeler « Ocho » par Paco (la somme de 5 et 3 en espagnol).

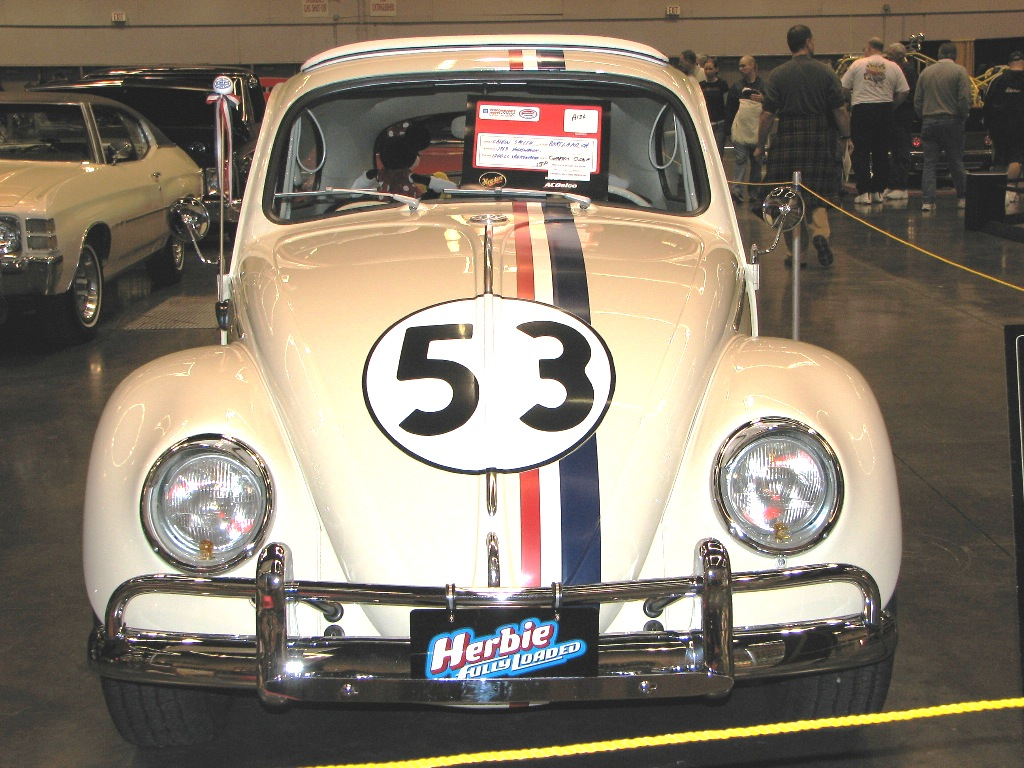
Réplique de Coccinelle-Herbie à Portland (Oregon)
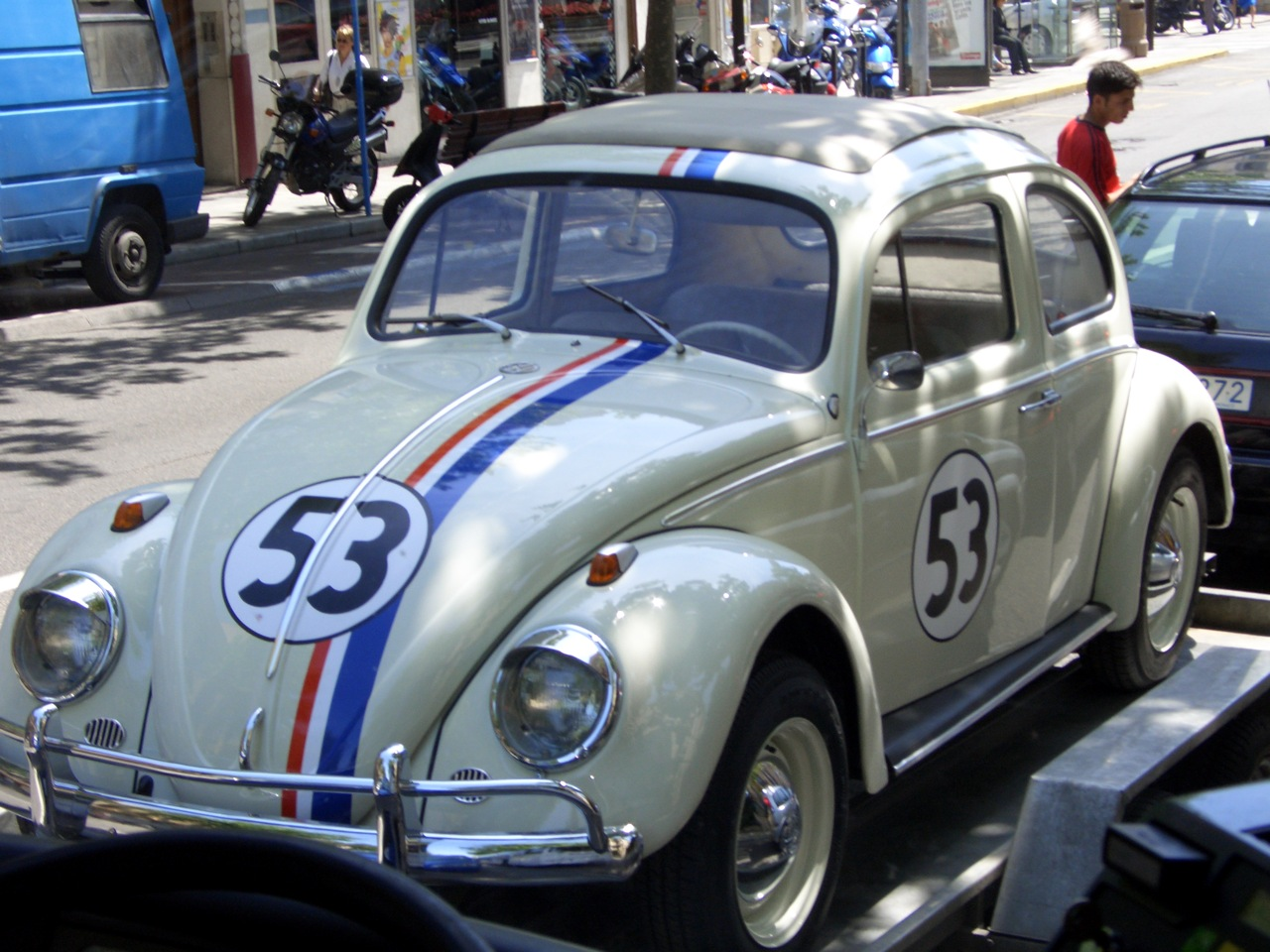
Réplique au Festival de Cannes 2005

## Filmographie
- 1968 : Un amour de Coccinelle (The Love Bug), de Robert Stevenson
- 1974 : Le Nouvel Amour de Coccinelle (Herbie Rides Again), de Robert Stevenson
- 1977 : La Coccinelle à Monte-Carlo (Herbie Goes to Monte Carlo), de Vincent McEveety
- 1980 : La Coccinelle à Mexico (Herbie Goes Bananas), de Vincent McEveety
- 1997 : Un nouveau départ pour la Coccinelle (The Love Bug), de Peyton Reed (téléfilm), inédit en DVD en France, dans lequel est expliquée la construction de la coccinelle. On peut aussi noter la présence d'une autre coccinelle noire et agressive. Dean Jones, alias Jim Douglas, le premier conducteur de la Coccinelle, apparaît comme artiste invité dans ce téléfilm.
- 2005 : La Coccinelle revient (Herbie: Fully Loaded), d'Angela Robinson, faisant suite au quatrième opus.

### Série allemande
Films ouest-allemands produits par Barbara-Film et réalisés par Rudolf Zehetgruber. En version originale et pour conjurer les problèmes de droits, la Coccinelle s'intitule Dudu (de).
- 1971 : Une Coccinelle en safari (Ein Käfer geht aufs Ganze)
- 1972 : Une Coccinelle à toute allure (Ein Käfer gibt Vollgas)
- 1973 : La Coccinelle et les Cascadeurs (de) (Ein Käfer auf Extratour)
- 1975 : La Voiture la plus folle du monde (de) (Das verrückteste Auto der Welt)
- 1978 : Deux Coccinelles à l'attaque (de) (Zwei tolle Käfer räumen auf)

## Série
1982 : Herbie, un amour de Coccinelle, de Bill Bixby, Charles S. Dubin et Vincent McEveety (série télévisée en cinq épisodes de 48 minutes)
L'acteur Dean Jones, qui était apparu dans deux des films (Un amour de Coccinelle et La Coccinelle à Monte-Carlo), reprend ici son rôle de Jim Douglas - le propriétaire initial de la voiture Choupette (Herbie) - qui travaille maintenant comme instructeur dans une auto-école. Choupette et lui tombent sur un hold-up qu'ils parviennent à contrecarrer, et sauvent par la même occasion une jeune divorcée du nom de Susan MacLane. Elle est la mère de trois enfants : Julie, Robbie  et Matthieu. Jim et Susan s'éprennent bientôt l'un de l'autre, au grand désarroi de l'ex-petit ami de Susan, Randy Bigelow. Les tentatives de Randy pour briser le couple échouent ; Jim et Susan se marient dans un épisode qui a été diffusé le 7 avril 1982.
Voir Herbie, un amour de Coccinelle